# دانييل فاس
دانييل فاس (بالدنماركية: Daniel Wass؛ مواليد 31 مايو 1989) لاعب كرة قدم دنماركي يلعب لنادي أتلتيكو مدريد الإسباني ومنتخب الدنمارك. يجيد اللعب في مركز لاعب الوسط أو الظهير الأيمن أو الأيسر.

## روابط خارجية
- دانييل فاس على موقع الاتحاد الدولي (مؤرشف)  (الإنجليزية)
- دانييل فاس على موقع الاتحاد الأوربي (الإنجليزية)
- دانييل فاس على موقع قاعدة بيانات كرة القدم.إي يو (الإنجليزية)
- دانييل فاس على موقع ليكيب (الفرنسية)
- دانييل فاس على موقع ناشيونال فوتبول تيمز (الإنجليزية)
- دانييل فاس على موقع Soccerbase.com (لاعب) (الإنجليزية)
- دانييل فاس على موقع Soccerway.com (الإنجليزية)
- دانييل فاس على موقع عالم كرة القدم.نت (الإنجليزية)
- دانييل فاس على موقع AS.com (الإسبانية)